# Вулиця Василицька
Вулиця Васили́цька — одна з вулиць у місті Черкаси. Знаходиться у мікрорайоні Дахнівка.

## Розташування
Вулиця починається від вулиці Дахнівської і простягається на схід до вулиці Праслов'янської. До неї примикає провулок Рильського та коротким проїздом з'єднується із вулицею 38-ї Армії.

## Опис
Вулиця неширока та неасфальтована, забудована приватними будинками по лівому боці. Права сторона вулиці виходить до соснового лісового масиву.

## Історія
До 1983 року вулиця називалась Пролетарською на честь соціального класу у теорії марксизму, а після приєднання села Дахнівка до міста Черкаси була перейменована на честь древньослов'янського Василицького городища, яке існувало на цій території.